# Mont Sneffels
Ne doit pas être convondu avec le volcan islandais Snæfellsjökull, appelé Sneffels par Jules Verne dans le roman Voyage au centre de la Terre.
Le mont Sneffels, en anglais Mount Sneffels, est un sommet montagneux américain dans le comté d'Ouray, au Colorado. Il culmine à 4 313 mètres d'altitude dans le chaînon Sneffels. Il est protégé au sein de la forêt nationale d'Uncompahgre et de la Mount Sneffels Wilderness.